# Route nationale 192
Die N192 ist eine französische Nationalstraße, die 1827 zwischen der N14 am Ortsrand von Herblay-sur-Seine und dem Seineufer in Bezons festgelegt wurde. 1837 wurde sie bis zur N13 in Courbevoie verlängert (am heutigen La Défense). Ihre Länge betrug 13,5 Kilometer. 2000 wurde der Abschnitt im Département Val-d’Oise abgestuft und 2006 der Rest bis auf kurzes Stück innerhalb der Ringstraße um La Défense. Der Nordteil der Pariser Tramlinie 2 verläuft in der abgestuften Nationalstraße 192.